# Basigochi (norra Guachochi kommun)
Basigochi är en ort i Mexiko.   Den ligger i kommunen Guachochi och delstaten Chihuahua, i den nordvästra delen av landet, 1 200 km nordväst om huvudstaden Mexico City. Basigochi ligger 2 269 meter över havet och antalet invånare är 127.
Terrängen runt Basigochi är kuperad åt nordväst, men åt sydost är den platt. Terrängen runt Basigochi sluttar söderut. Runt Basigochi är det mycket glesbefolkat, med 6 invånare per kvadratkilometer. Närmaste större samhälle är Huichachi, 4,0 km väster om Basigochi. Omgivningarna runt Basigochi är i huvudsak ett öppet busklandskap.